# Mędrzechów (gmina)
Mędrzechów est une gmina rurale du powiat de Dąbrowa, Petite-Pologne, dans le sud de la Pologne. Son siège est le village de Mędrzechów, qui se situe environ 14 km au nord de Dąbrowa Tarnowska et 76 km à l'est de la capitale régionale Cracovie.
La gmina couvre une superficie de 43,67 km2 pour une population de 3 608 habitants.

## Géographie
La gmina inclut les villages de Grądy, Kupienin, Mędrzechów, Odmęt, Wójcina, Wola Mędrzechowska et Wólka Grądzka.
La gmina borde les gminy de Bolesław, Dąbrowa Tarnowska, Nowy Korczyn, Olesno, Pacanów et Szczucin.